# Resolución 19 del Consejo de Seguridad de las Naciones Unidas
La resolución 19 del Consejo de Seguridad de las Naciones Unidas, aprobada el 13 de febrero de 1947, determinó la creación de un subcomité de tres miembros que examisasen todos los hechos que ocurrieron en la disputa entre el Reino Unido y Albania en aguas del Canal de Corfú, elaborando un informe para el Consejo no más tarde del 10 de marzo de 1947.
La resolución fue adoptada por 8 votos a favor, con tres abstenciones por parte de Polonia, Siria y la Unión Soviética.

## Incidentes del Canal de Corfú
Los incidentes del Canal de Corfú se refieren a tres incidentes que involucraron a buques de la Royal Navy en los estrechos de Corfú, que tuvieron lugar en 1946, y se consideran unos de los primeros episodios de la Guerra Fría. Durante el primer incidente, buques de la Royal Navy fueron atacados desde fortificaciones albanesas. El segundo incidente implicó el uso de minas navales y el tercer incidente ocurrió cuando la Royal Navy llevó a cabo la retirada de minas en una operación en el Canal de Corfú, pero en aguas territoriales albanesas y Albania se quejó de ante las Naciones Unidas. Esta serie de incidentes llevó a que el Reino Unido presentase una demanda en contra de la República Popular de Albania en la Corte Internacional de Justicia (conocido como caso del Canal de Corfú). Debido a los incidentes, Gran Bretaña, en 1946, rompió las relaciones diplomáticas con Albania, que solamente fueron restablecidas en 1991.